# Wilhelm Fink (Buchhändler)
Wilhelm Joseph Fink (geboren am 17. Februar 1833 in München; gestorben am 23. Mai 1890 in Gera) war ein deutscher Schriftsetzer, Buchhändler und Sozialdemokrat.

## Leben
Wilhelm Fink erlernte den Beruf eines Schriftsetzers und war vor September 1870 Mitglied der Ersten Internationale (IAA). Seit Oktober 1871 war er Expedient der Zeitung „Der Volksstaat. Organ der sozialdemokratischen Arbeiterpartei und der internationalen Gewerksgenossenschaften“ in Leipzig und Mitglied der Sozialistischen Arbeiterpartei Deutschlands.
Im Februar 1872 berichtete Wilhelm Liebknecht über verschiedene Verhöre, die Fink von der Leipziger politischen Polizei erfuhr. Im August 1872 kümmerte er sich um die Beschickung des Haager Kongresses der IAA, wie er Friedrich Engels berichtete. 1873/1874 wurde er vom Parteiausschuss der Sozialdemokratischen Partei als Agitator eingesetzt. Er war Delegierter auf dem Gothaer Vereinigungskongress vom 22. bis 27. Mai 1875 und vertrat dort insgesamt 162 Parteigenossen aus Colditz, Frohburg, Geithain, Groitzsch, Lausigk und Lunzenau. Nach dem Parteitag wurde er Expedient des „Vorwärts. Central-Organ der Sozialdemokratie Deutschlands“.
Wilhelm Fink kandidierte für den Reichstag im 14. sächsischen Wahlkreis (Borna, Geithain, Rochlitz), erhielt aber nicht die absolute Mehrheit. 1880 gehörte er der Geschäftsführung der Leipziger Genossenschaftdruckerei an. Am 28. Juni 1881 wurde er nach Verhängung des Kleinen Belagerungszustandes nach dem Sozialistengesetz aus Leipzig ausgewiesen. Nach der Ausweisung aus Leipzig hielt er sich seit dem 6. Juli 1881 in Gera auf. Er betrieb dort einen kleinen Buchhandel, der aber ihm am 20. Juli 1881 durch das Landratsamt Gera verboten wurde. Seine Frau Eleonore Fink, geb. Maurer (geb. 1833) übernahm das Geschäft, bis er es seit Februar 1883 wieder selbst führen durfte. Da der Laden ein zu geringes Einkommen einbrachte, gab er Unterricht in Buchführung und führte schriftliche Arbeiten aus.
Im April 1883 wurde er wegen Beamtenbeleidigung zu 14 Tagen Gefängnis verurteilt. Gelegentlich schrieb er unter dem Decknamen Bayerischer Hiersel für die illegale Zürcher Zeitung Der Sozialdemokrat. Mit dem ebenfalls 1881 aus Leipzig ausgewiesenen Carl Hugo Rödiger spielte Fink eine führende Rolle in der örtlichen Sozialdemokratie. Die Polizei urteilte über ihn 1883: „Fink ist immer noch ein eifriger Sozialist, was besonders in sozialistischen Versammlungen zu erkennen ist, in denen er sich immer hervortut und in der Regel mit zum Vorstand gehört.“
Er erlebte noch mit der Reichstagswahl im Februar 1890 das Ende des Sozialistengesetzes und starb nur wenig später am 23. Mai 1890 in Gera.

## Briefe
- Wilhelm Fink an Johann Philipp Becker 3. September 1870.
- Wilhelm Fink an Friedrich Engels 11. November 1871.
- Wilhelm Fink an Friedrich Engels 25. April 1872.
- Wilhelm Fink an Friedrich Engels 7. August 1872.[11]
- Wilhelm Fink an Friedrich Engels 14. Oktober 1872.
- Wilhelm Fink an Friedrich Engels 19. Oktober 1872.
- Wilhelm Fink an Johann Philipp Becker 12. November 1872.
- Wilhelm Fink an Friedrich Engels 22. September 1873.
- Wilhelm Fink an Friedrich Engels 13. Oktober 1873.
- Wilhelm Fink an Johann Philipp Becker 5. September 1874.
- Wilhelm Fink an Johann Philipp Becker 24. September 1874.
- Wilhelm Fink an Johann Philipp Becker 18. November 1874.
- Christian Hadlich und Wilhelm Fink an Johann Philipp Becker 18. April 1875.
- Wilhelm Fink an Johann Philipp Becker 2. Januar 1878.

## Im Verlag erschienene Titel
- Hermann Nebel (Hrsg.): Sechs kleinere Reden Blum's gehalten im deutschen Parlament. Leipzig 1879 (=Ausgewählte Reden und Schriften von Robert Blum. Hrsg. von Hermann Nebel. Heft 8)
- Deutscher Jugendschatz. Redaktion Wilhelm Hasenclever und Bruno Geiser. 1879 bis Nr. 26, 1880.